# Самочёрнов, Игорь Константинович
Игорь Константинович Самочёрнов (род. 9 июля 1946, Сталинск (ныне Новокузнецк), Кемеровская область, СССР) — советский хоккеист, нападающий, мастер спорта СССР.

## Биография
Игорь Самочёрнов — воспитанник детско-юношеской спортивной школы команды «Металлург» (Новокузнецк), за которую он начал играть в 1961 году. В 1963—1965 годах играл за команду мастеров «Металлург», которая принимала участие в чемпионате СССР, провёл 66 матчей и забросил 15 шайб (по другим данным, 7 шайб).
В 1965—1977 годах Игорь Самочёрнов выступал за команду «Динамо» (Москва), забросив 128 шайб в 331 матче чемпионата СССР. За это время в составе своей команды он два раза становился серебряным призёром и шесть раз — бронзовым призёром чемпионата СССР, в 1969 году был включён в список лучших хоккеистов сезона. Его партнёрами по тройке нападения в разные годы были Виктор Шилов, Александр Сакеев, Юрий Репс, Владимир Юрзинов, Михаил Титов и Анатолий Мотовилов.
В составе сборной СССР в 1970 году сыграл в двух товарищеских матчах (оба против сборной Швеции).
После окончания игровой карьеры находился на военной службе, к окончанию которой имел звание полковника. Затем работал главным тренером хоккейной команды «Газпром-экспорт».

## Достижения
- Серебряный призёр чемпионата СССР — 1971, 1972[1].
- Бронзовый призёр чемпионата СССР — 1966, 1967, 1968, 1969, 1974, 1976[1].
- Обладатель Кубка СССР — 1972, 1976[2].
- Финалист Кубка СССР — 1966, 1969, 1970, 1974[2].
- Чемпион II зимней Спартакиады народов СССР (1966)[2].
- Обладатель Кубка Торонто — 1971, 1972[1].
- Обладатель Кубка Ахерна — 1975, 1976[1].